# Rittergut Bockerode

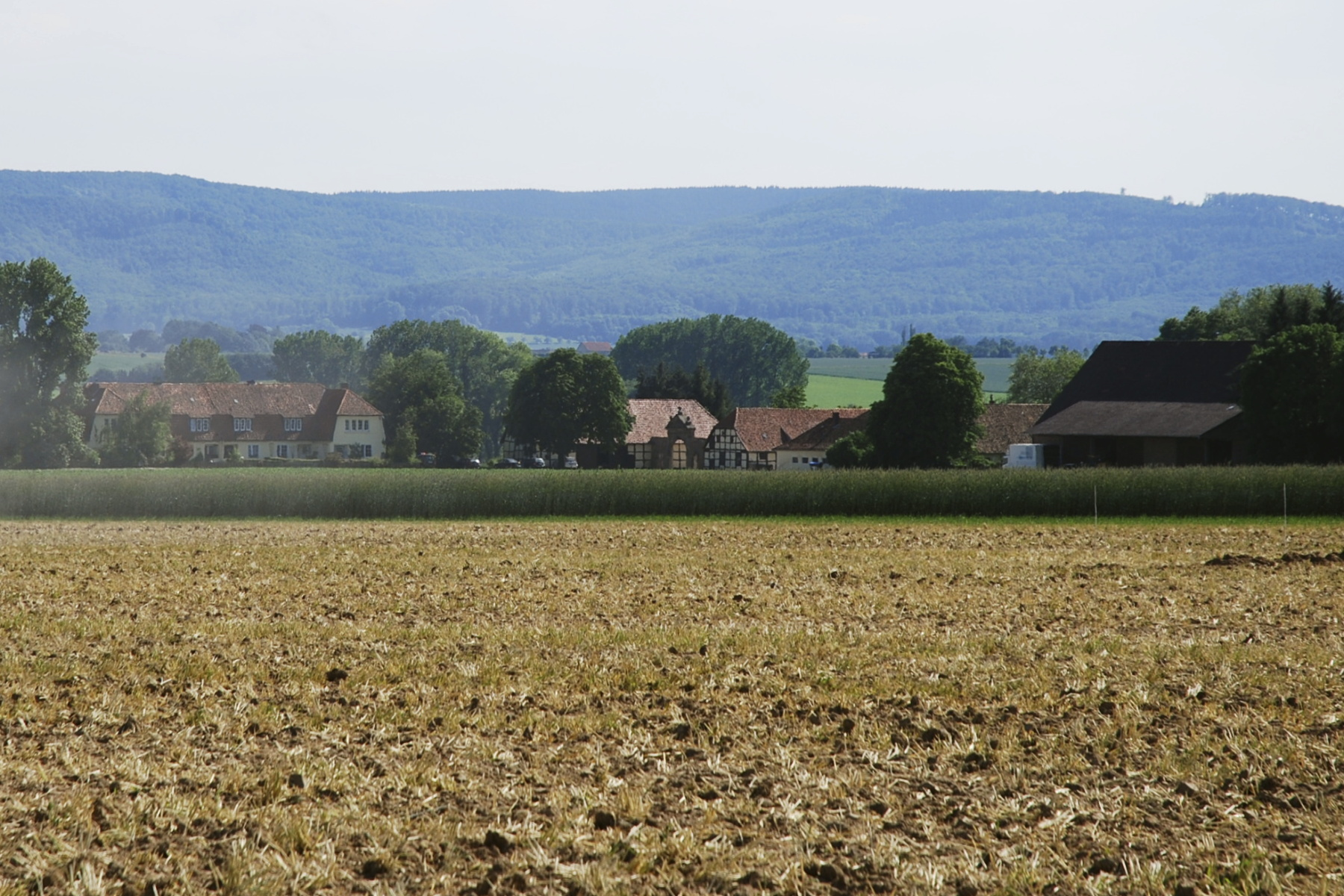
Rittergut Bockerode, im Hintergrund der Osterwald

Das Rittergut Bockerode ist ein Rittergut im Calenberger Land. Es ist Teil der Stadt Springe. Es liegt südöstlich des Ortsteils Mittelrode.

## Geschichte

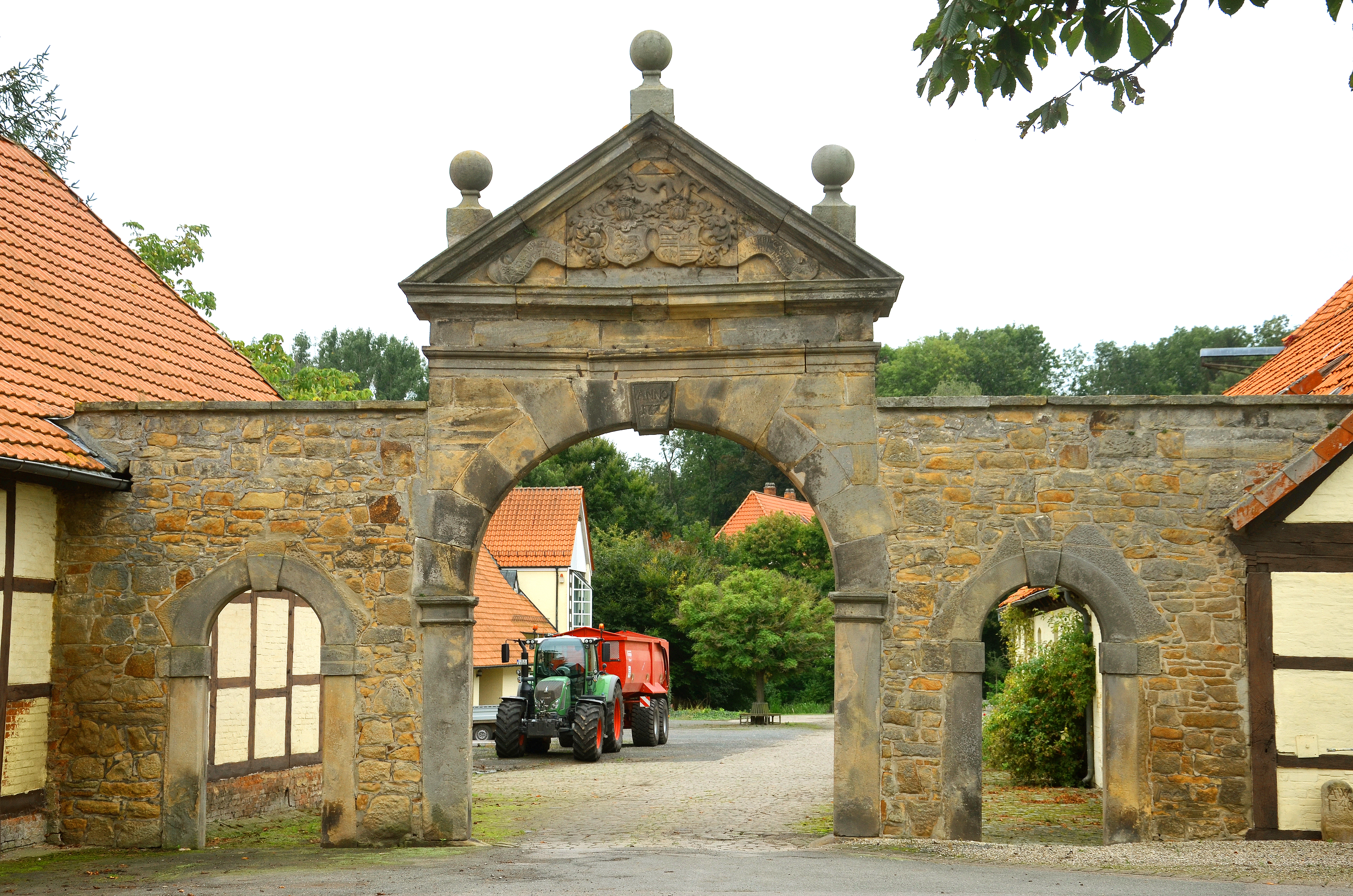
Sandsteinernes Eingangstor von 1722 an der Straße Gut Bockerode

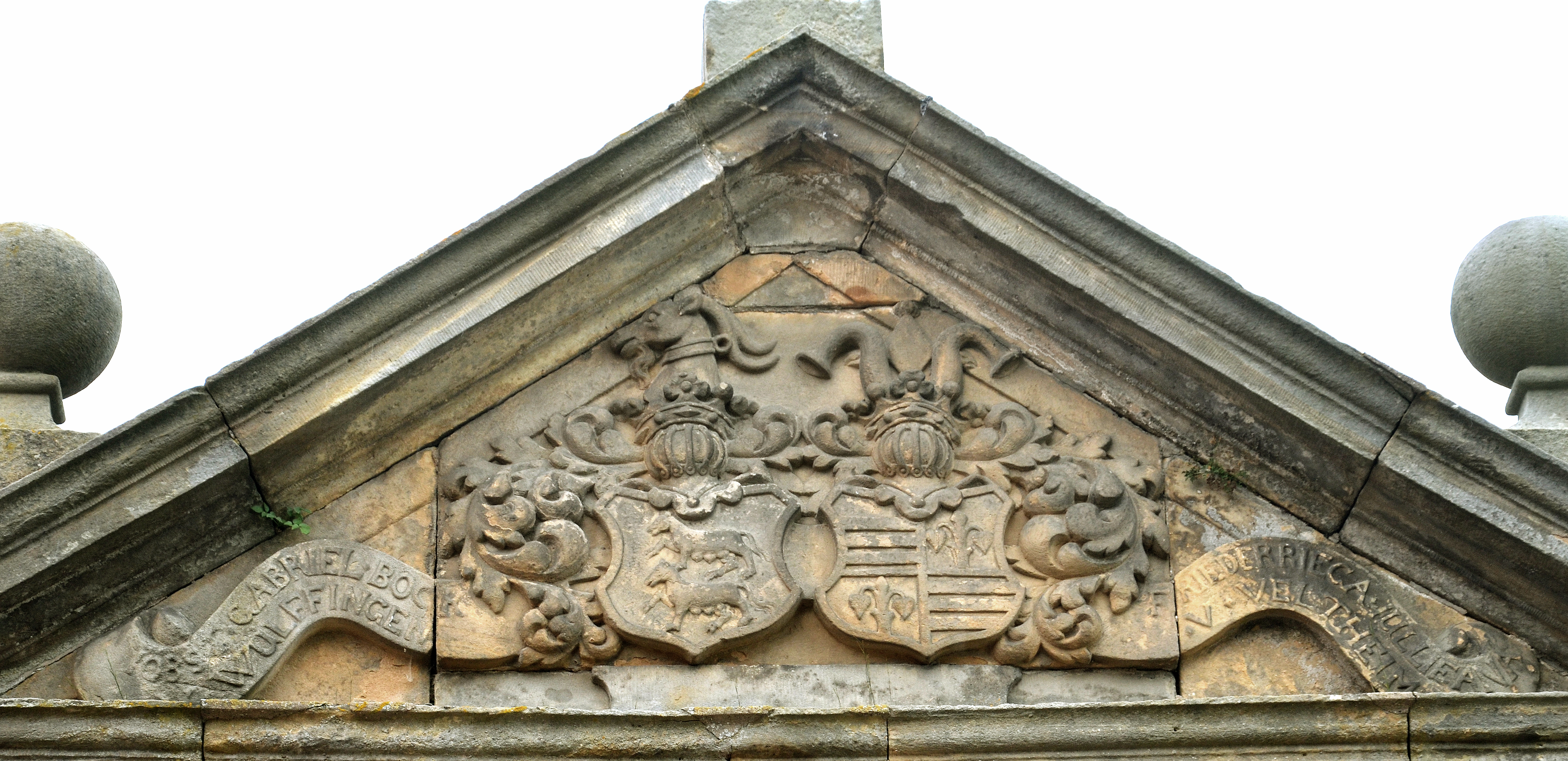
Wappen von Jobst Gabriel Bock von Wülfingen und Friedrica Jullieana von Veltheim

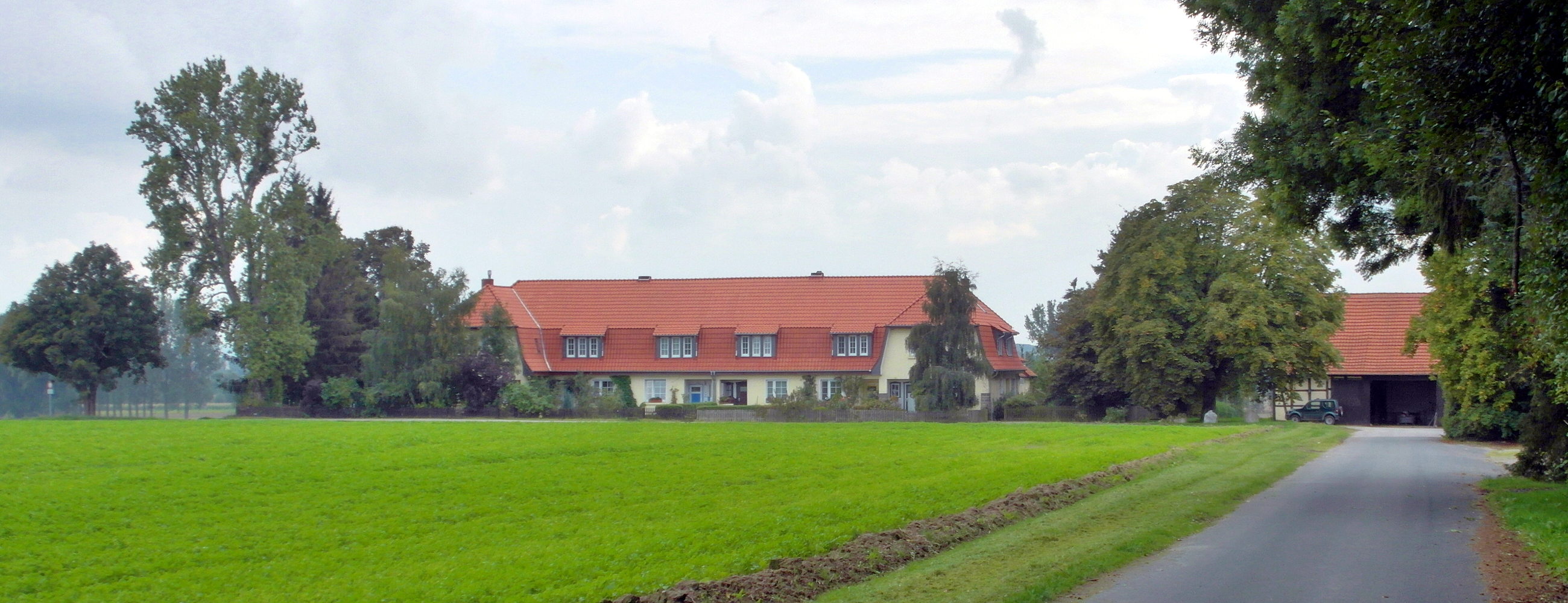
Blick auf das ehemalige Arbeiterhaus

Der Ursprung des Gutes Bockerode liegt in einem Gut „tom Rode“, mit dem 1448 die Herren von Frencke durch das Herzogtum Braunschweig-Lüneburg belehnt wurden. Vor 1500 scheint das Gut befestigt worden zu sein. Denn Bartold Bock von Wülfingen, ein Lehnsmann des Bischofs von Hildesheim, wurde am 28. April 1500 durch Herzog Erich I. zu Braunschweig und Lüneburg mit dem Schloss zu dem Roede samt Zubehör belehnt. Laut einer Schadenskarte von 1591 ist die Burg in der Hildesheimer Stiftsfehde zwischen 1519 und 1521 niedergebrannt worden.
1557 wird Brun Bock tho der Bockerode genannt. Dessen Bruder Wulbrand, urkundlich 1500 und 1583, verschrieb seiner Ehefrau Meta Bock von Nordholz das Haus zum Rode zur Leibzucht. Die Nachfahren begründen genealogisch eine eigene Familienlinie Bockerode und betreuen von dort mehrere Nebengüter. Die Bockeroder stellen Staatsbeamte und mit Johann Friedrich Bock von Wülfingen einen Generalleutnant sowie Erbdrosten und Erbküchenmeister des Fürstentums Hildesheim. Nachfolgend kommen weitere Offiziere und Deputierte der Ritterschaft aus Bockerode, so Jobst Bernhard Bock von Wülfingen, verheiratet mit Johanne von Ilten. Ihr jüngster Sohn und Gutsherr auf Bockerode Karl Bock von Wülfingen bringt es ebenfalls zum Generalleutnant. Dessen Enkel und einer der Gutsnachfolger Kurt Bock von Wölfingen, vermählt mit Margarete von Zezschwitz, steht in sächsischen Diensten als Oberst. Gut Bockerode hatte damals einen Umfang von 187 ha. Nachfolgend übernimmt deren Sohn die Begüterung, der Jurist Constantin Bock von Wülfingen.
Das heutige Herrenhaus in Fachwerkbauweise wurde wohl 1736 auf den Grundmauern des durch einen Brand zerstörten Schlosses errichtet. Es ist ein zweigeschossiges, sechsachsiges Haus mit einem Krüppelwalmdach, das Mitte des 18. Jahrhunderts um zwei Giebel und 1920/21 um einen Anbau vergrößert wurde. Auf dem Gut steht noch ein neues Herrenhaus aus dem Jahr 1868. Um das Herrenhaus gruppieren sich der Wirtschaftshof, die Gärtnerwohnung und andere Zweckbauten. Der Wirtschaftshof und große Teile des Grundbesitzes wurden nach dem Zweiten Weltkrieg verkauft.
Die Gutsanlage steht insgesamt unter Denkmalschutz.
2006, 2010, 2014, 2018 und 2022 fand auf dem Gut die internationale Landwirtschaftsausstellung PotatoEurope statt.